# Weiße Seerose
Die Weiße Seerose (Nymphaea alba) ist eine Pflanzenart aus der Familie der Seerosengewächse (Nymphaeaceae). Sie gilt als typische Vertreterin der Schwimmblattpflanzen. Daher wird die Schwimmblattzone im Uferbereich von Seen, die auch eine Stufe der Verlandungsreihe bilden kann, als Seerosenzone bezeichnet.
Heraldische Darstellungen von Schwimmblättern der Seerose werden auch Wasserlilie genannt.

## Beschreibung

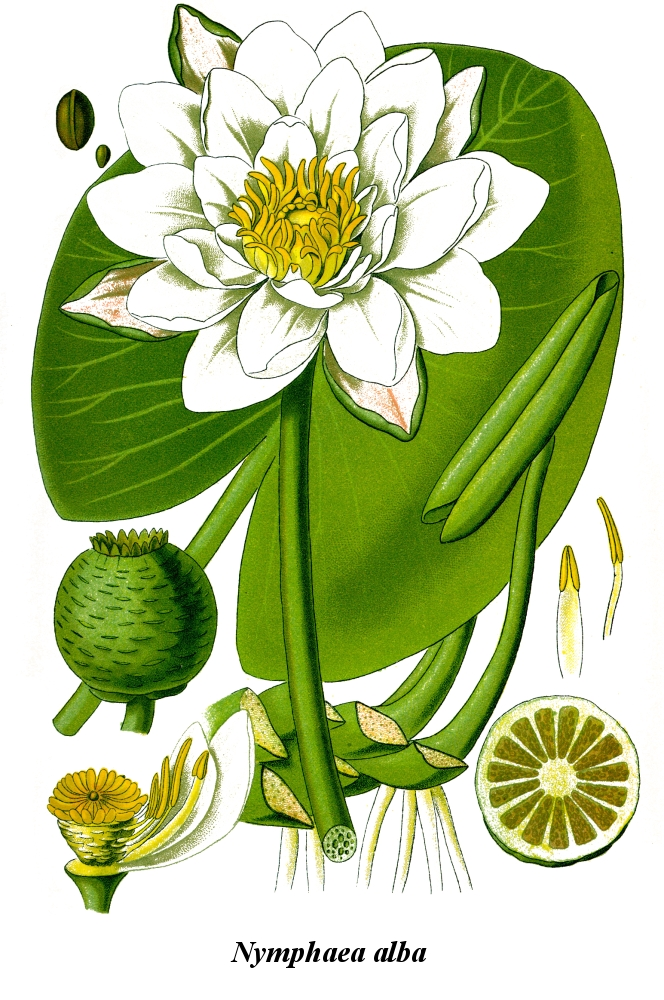
Illustration

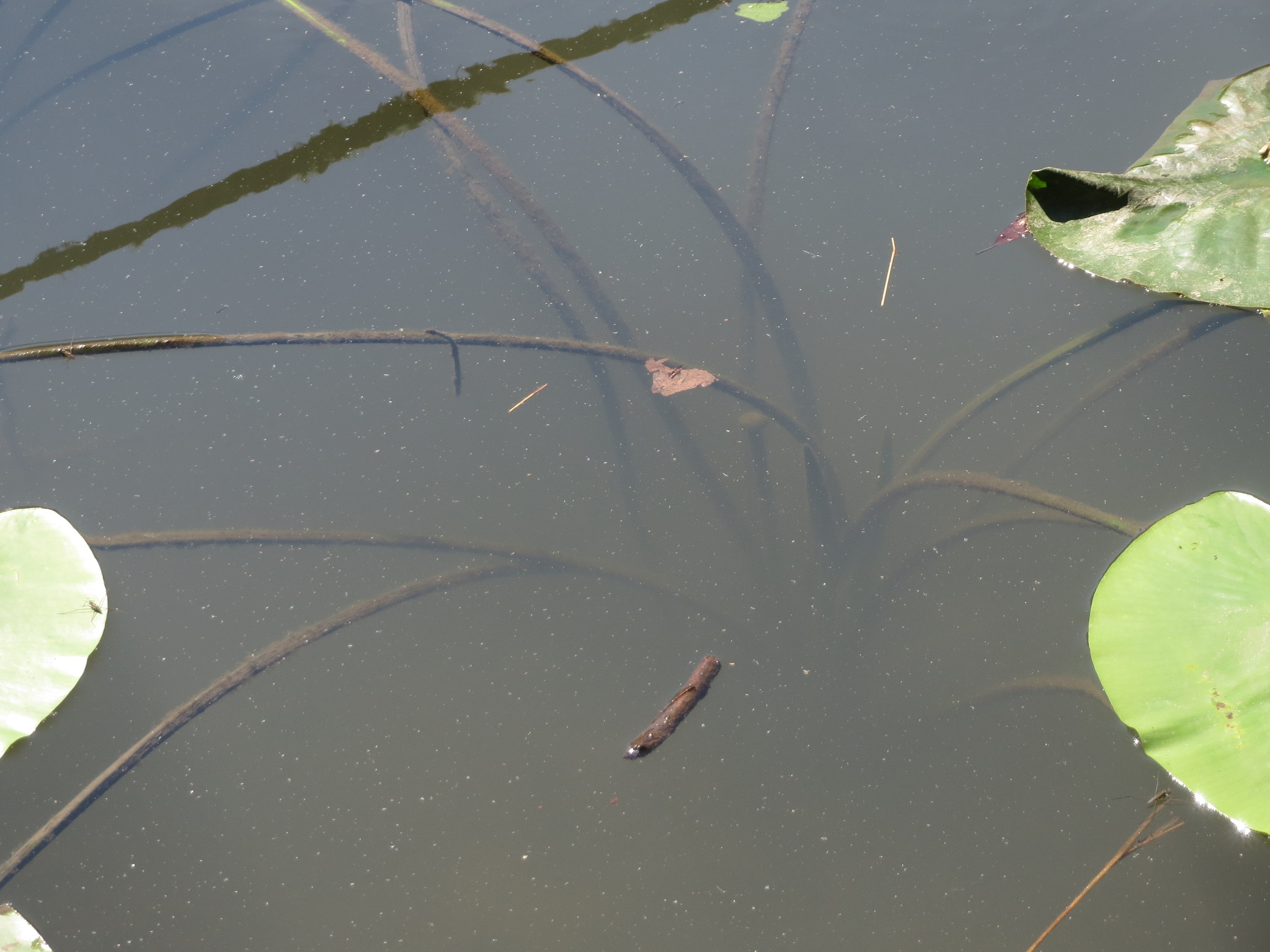
Blattstiele der Weißen Seerose im Wasser

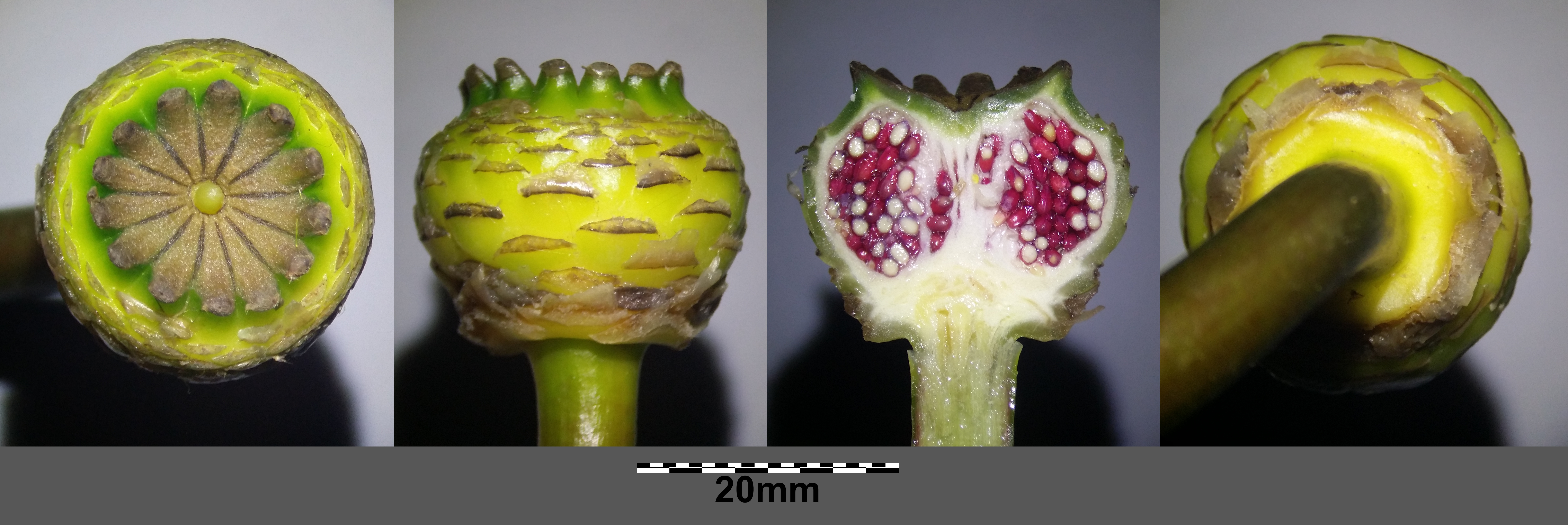
Nymphaea alba Frucht mit Maßstabsleiste (2 cm)

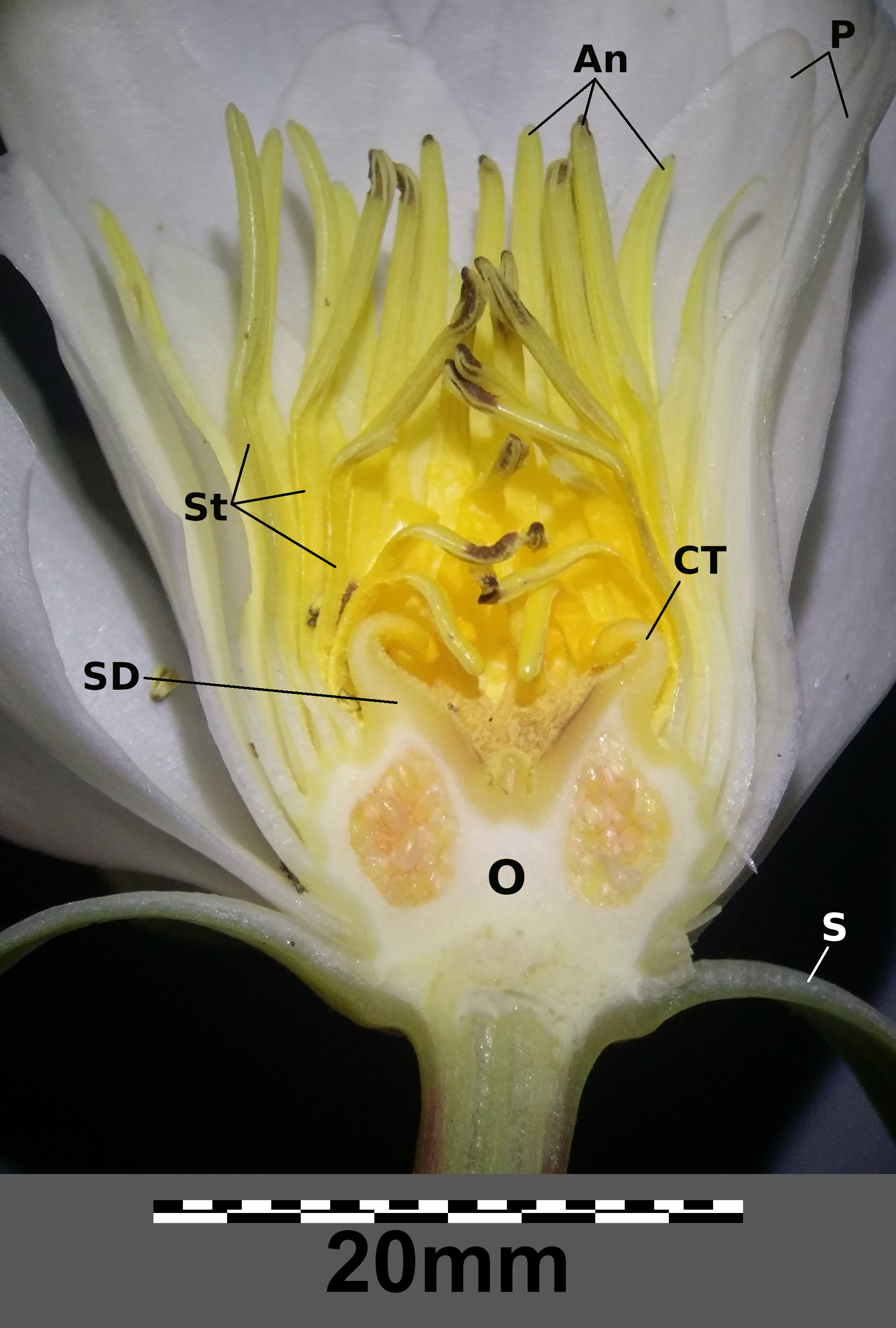
Längsschnitt einer Blüte mit Maßstabsleiste (2 cm)
S = Kelchblätter, P = Kronblätter, St = Staubblätter, An = Antheren, O = Fruchtknoten, SD = Narbenscheibe, CT = Karpellzähne

Die Weiße Seerose ist eine ausdauernde krautige Pflanze. Diese Wasserpflanze bildet verzweigte Rhizome als Überdauerungsorgane, mit denen sie im Gewässergrund verankert ist.
Die Laubblätter sind lang gestielt. Die dunkelgrüne, 10 bis 25 cm große, schildförmige Blattspreite besitzt auf der Oberseite einen Wachsüberzug, der sie vor Benetzung schützt und sie ist ledrig derb, um vor aufprallenden Regentropfen und Wellengang besser geschützt zu sein. Die für die Atmung notwendigen Spaltöffnungen befinden sich – anders als bei terrestrischen Pflanzen – auf der Blattoberseite. Die Blätter besitzen weitmaschige Lufträume im Gewebe, von wo aus die durch die Spaltöffnungen aufgenommene Atemluft durch Luftkanäle im Blattstiel zum Rhizom geleitet werden; auf diese Weise wird das im sauerstoffarmen Teichgrund steckende Rhizom mit Atemluft versorgt. Die langen Blatt- und Blütenstiele sind sehr elastisch und gleichfalls mit großen Lufträumen versehen.
Die einzeln stehenden, wohlriechenden, großen, weißen Blüten mit einer goldfarbenen Mitte erscheinen den gesamten Sommer über von Juni bis September und weisen einen Durchmesser von 9 bis 12 Zentimeter auf. Die vier grünen Kelchblätter sind frei. Die meist 20 bis 25 (12 bis 33) weißen Kronblätter sind spiralig angeordnet und meist 3 bis 5,5 (selten bis 8) cm lang. Die weißen Kronblätter gehen in die gleichfalls zahlreichen gelben Staubblätter über. Die Blüten schließen sich abends und bei Regenwetter. Sie tragen reichlich Blütenstaub, mit denen sie ihre Besucher, meist Fliegen, Schilfkäfer und Hummeln anlocken.
Die halbkugeligen bis eiförmigen Früchte sind 2,5 bis 3 cm groß. Die glatten, meist 2 bis 3 (selten bis 5) mm großen Samen sind schwimmfähig.  Die Seerose nutzt als Ausbreitungsstrategie die Zoochorie, indem die Samen im Gefieder von Wasservögeln in andere Gewässer verbreitet werden.
Die Chromosomenzahl beträgt 2n = 112 oder 48, 64, 84, 105.

## Allgemeine Verbreitung
Die Weiße Seerose ist eine überwiegend europäische Pflanze. Sie kommt fast im gesamten Europa mit Ausnahme des hohen Nordens (bis 63° nördlicher Breite), großer Teile Spaniens und des östlichen Russlands vor. Südwärts reicht ihre Verbreitung bis Nordafrika, Griechenland, bis zur Türkei, dem Kaukasusraum, Irak, Iran, Jammu und Kaschmir in Indien und Tscheljabinsk in Sibirien. In Israel ist die Art ausgestorben.

## Standorte und Verbreitung in Mitteleuropa
Die Weiße Seerose braucht nährstoffreiche, langsam fließende oder stehende Gewässer, die vor allem in der Vegetationszeit nicht zu kalt sein sollten. Sie ist in Mitteleuropa eine Charakterart des Nymphaeetum albae, kommt aber auch in anderen Gesellschaften des Verbands Nymphaeion vor.
Das Rhizom kriecht im humus- und nährstoffreichen Schlamm.
Die ökologischen Zeigerwerte nach Landolt et al. 2010 sind in der Schweiz: Feuchtezahl F = 5v (überschwemmt mit schwimmenden Organen), Lichtzahl L = 4 (hell), Reaktionszahl R = 3 (schwach sauer bis neutral), Temperaturzahl T = 4 (kollin), Nährstoffzahl N = 3 (mäßig nährstoffarm bis mäßig nährstoffreich), Kontinentalitätszahl K = 2 (subozeanisch).
Sie bildet zum Teil größere Bestände, und zwar in Bereichen, in denen das Wasser etwa  1–1,5 m tief ist; an tieferen Stellen, bis zu einer Wassertiefe von 3 m, kommt sie sehr viel seltener vor, ebenso im ausgesprochenen Flachwasser. Insgesamt kommt sie in Mitteleuropa zerstreut vor.

## Ökologie
Die Weiße Seerose ist eine ausdauernde Wasserpflanze, eine Schwimmblattpflanze, ein „Schlammwurzler“ mit einem im Herbst stärkereichen Speicher-Rhizom und mit Schwimmblättern. Die Sprossachse ist auf das fast armdicke, im Schlammboden befindliche Rhizom beschränkt. Am Rhizom entspringen die hohlen Wurzeln und die elastischen und somit den Wasserschwankungen angepassten Blatt- und Blütenstiele, deren Ansatzstellen an älteren Rhizomabschnitten als charakteristische Narben erkennbar sind. Die Blatt- und Blütenstiele sind maximal 3 m lang und damit die längsten in der heimischen Flora. Alle Teile der Pflanze sind mit einem Durchlüftungsgewebe, einem sogenannten Aerenchym ausgestattet. Dies ist eine Anpassung an die Sauerstoffarmut des Standorts und dient gleichzeitig dem Auftrieb; so haben z. B. die Blattstiele 4 auffällige Durchlüftungskanäle. Die Schwimmblattoberseite ist mit Spaltöffnungen sowie einer wasserabstoßenden Wachsschicht ausgestattet, u. a. gegen die Behinderung des Gasaustauschs. Die von den Blättern, vor allem den jungen, aufgenommene Luft erwärmt sich im Blatt, und sie gelangt so in die übrigen Pflanzenteile. Im Winter und in Fließgewässern bilden sich oft spaltöffnungsfreie, salatblattartige Unterwasserblätter.
Wie die meisten Wasserpflanzen zeichnen sich auch die Gewebe der Seerosen durch einen hohen Gerbstoffgehalt aus, der dem Schutz vor Fäulnis dient.
Die Blüten sind „Pollen-Scheibenblumen“. Die Narbenstrahlen scheiden eine zuckerhaltige Flüssigkeit ab. Die zwischen 7 Uhr morgens und 16 Uhr geöffneten Blüten werden vor allem von Käfern besucht, die den Pollen fressen oder die Blüte als Herberge benutzen.
Blütezeit ist von Juni bis Juli.
Die freien Fruchtblätter der Früchte sind von einem Achsengewebe umwuchert, so dass zur Fruchtreife eine beerenartige Sammelfrucht entsteht, die sich als Ganzes von der Pflanze ablöst. Durch Verwesung lösen sich die Fruchtwände auf und geben die Samenklumpen frei. Die Samen sind dann mit Hilfe eines lufthaltigen, sackartigen Samenmantels, den man Arillus nennt, schwimmfähig, sie steigen kurzfristig an die Wasseroberfläche und können durch die Strömung weiter getragen werden. Nach kurzer Zeit zersetzt sich der Samenmantel und die schweren Samen sinken wieder auf den Grund des Gewässers, um dort schließlich auszukeimen. Es erfolgt auch Klebausbreitung der Samen durch Wasservögel.
Fruchtreife ist von August bis Oktober.
Vegetative Vermehrung erfolgt durch abgelöste Rhizomteile.

## Giftigkeit
Die Weiße Seerose ist in allen Teilen giftig.
Die Hauptwirkstoffe sind nicht genau bestimmt; nach älteren Angaben sind es das Alkaloid Nupharin und das Glykosid Nymphalin.
Das Rhizom enthält auch Ellagsäure.
Vergiftungserscheinungen sind:
Erregungszustände und Atemlähmung.

## Nutzung

### Verwendung als Teichpflanze
Diese Art ist ein Starkzehrer. Da die Nährstoffaufnahme so gut wie ausschließlich über die Wurzeln erfolgt und für eine ausreichende Nährstoffdichte Tonmineralien im Wurzelbereich unabdingbar sind, stellt sich in Schwimmteichen mit anorganischem Grobsubstrat (Sand, Kies, Schotter) häufig Kümmerwuchs ein. Der sich aus Detritus bildende Mulm gibt seine Nährstoffe ausschließlich ans Wasser ab und kann nur mit Tonmineralien Schlamm bilden. Daher ist das Einbringen von Lehm oder Ton, evtl. als reines Tonmineral (etwa Bentonit) notwendig, damit sie reichlich Blüten ansetzt. Tonmineralien absorbieren Nährsalze und lagern sie in ausreichender Dichte an. Eine ausreichende Nährstoffdichte im Wasser würde einen Eutrophierungsgrad bedeuten, der das Gewässer für Badende gesundheitsgefährdend macht und auch für die Seerosen eine hohe Fäulnisgefahr (Kronenfäule) birgt.
Besser geeignet als die im Handel nicht erhältliche und geschützte Art sind ihre (teilweise unter ihrem Artnamen gehandelten) Hybriden. Die Weiße Seerose versamt stark und ist dadurch schwierig in Zaum zu halten und schwach blühend. Es empfiehlt sich, die Rhizome alle drei bis vier Jahre zu teilen.

### Verwendung in der Küche
Früher erntete man in Notzeiten die Rhizome und stellte daraus Mehl her, das mit Getreidemehl vermischt zum Brotbacken genommen wurde.

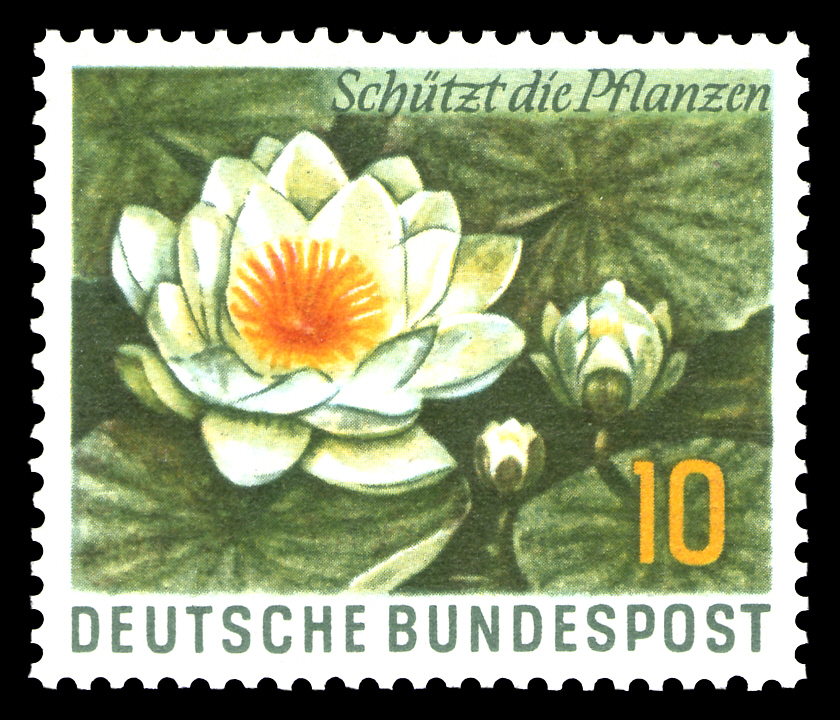
Weiße Seerose auf einer Sondermarke der Deutschen Bundespost (1957) für den Naturschutz

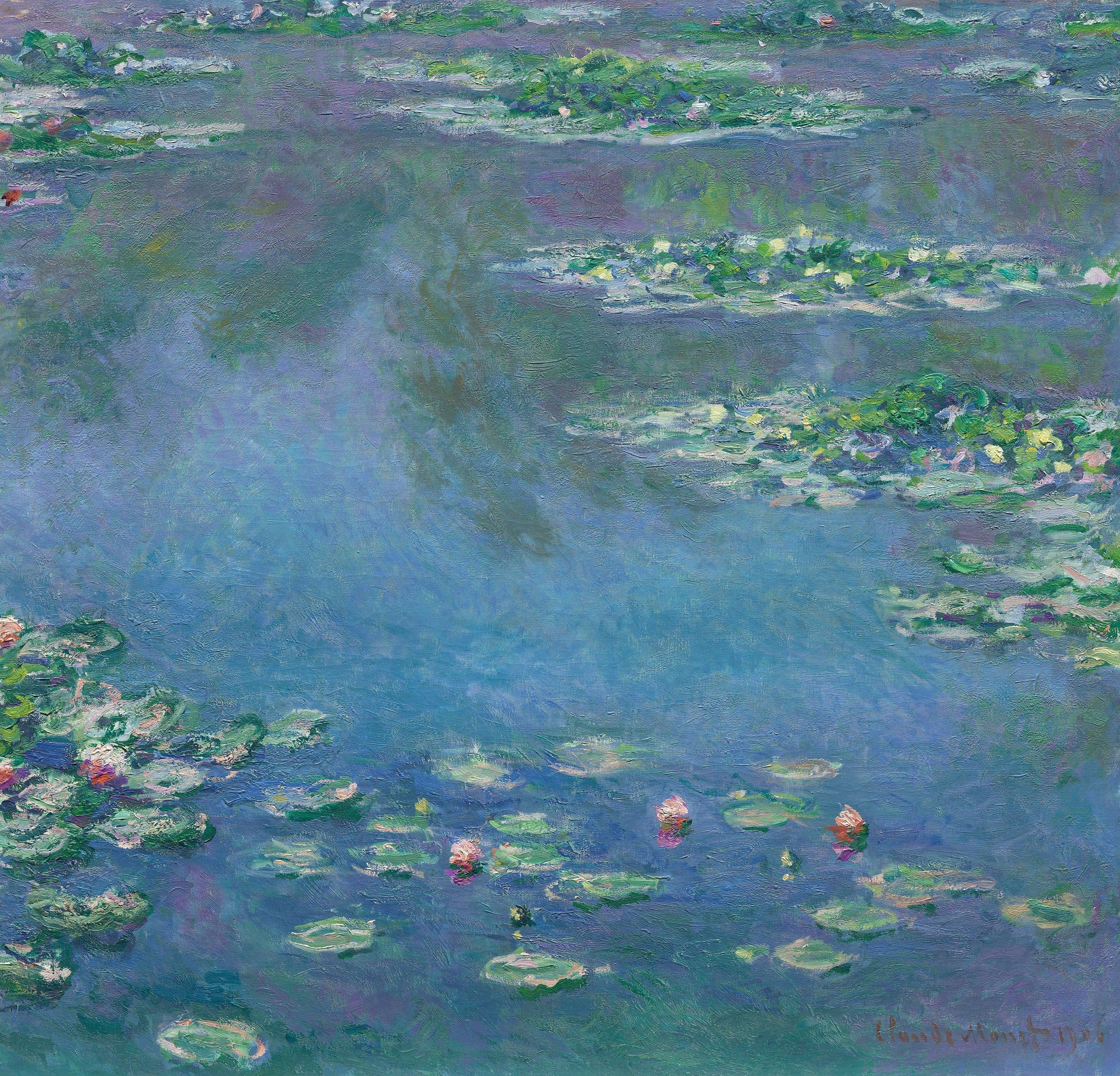
Seerosen von Claude Monet, 1906

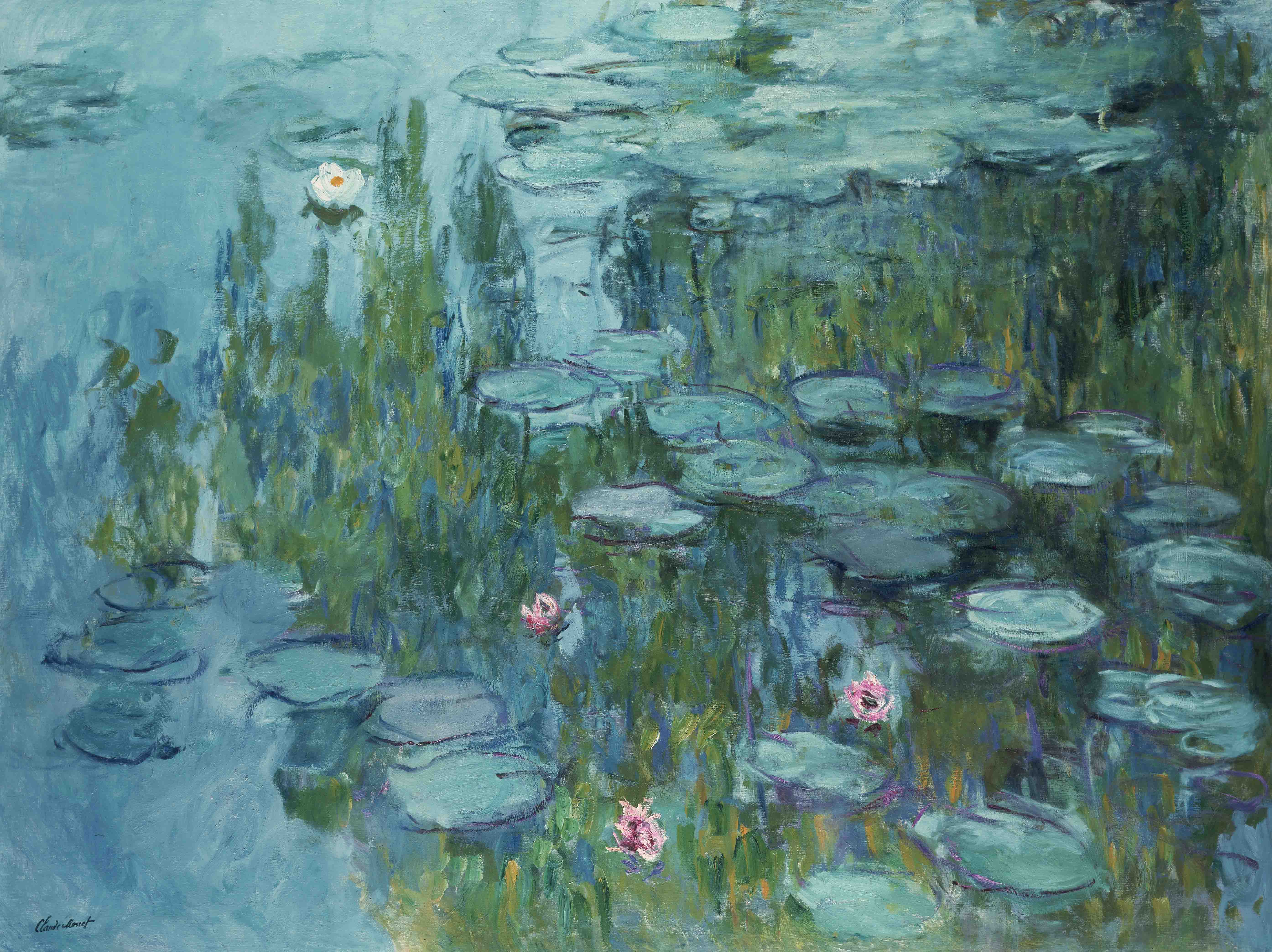
Seerosen von Claude Monet, etwa 1915

### Verwendung in der Heilkunde
Heildrogen aus der Weißen Seerose (früher auch „Wasserlilie“ und – wie die Gelbe Teichrose – Nenufar genannt) sind die getrockneten vollständigen Blüten, Flores Nymphaeae albae.
Inhaltsstoffe sind: Flavonolglykoside.
Anwendung:
Die Heildrogen werden in der Volksheilkunde innerlich gegen Durchfallerkrankungen eingesetzt; früher wurden sie auch äußerlich bei Flor albus und bei Gonorrhoe  verwendet.

## Die Seerose in der Mythologie
Nymphen sind anmutige weibliche Naturgeister aus der griechischen und römischen Mythologie. Eine solche Nymphe fiel in eine große, aber unerwiderte Liebe zu Herakles. Diese hoffnungslose Liebe zehrte so an ihr, dass sie letztendlich an gebrochenem Herzen starb. Die Götter hatten Mitleid mit ihr: Sie ließen sie als Seerose wieder auferstehen. Bei den Griechen heißt sie deshalb auch Herakleios.
Es gibt auch eine Vielzahl von deutschen Sagen um die Weiße Seerose. In vielen wird behauptet, dass Nixen den in die Tiefe des Wassers ziehen, wer sie zu pflücken versuche. Tatsächlich ist schon mancher ertrunken, der die Blüten zu pflücken versuchte. Dies geschieht allerdings weniger, weil Nixen die Pflanze schützen, sondern weil die seilartigen Stiele, mit denen die Blüten und Blätter mit dem Wurzelstock verknüpft sind, außerordentlich fest sind und mancher Schwimmer sich aus ihnen nicht mehr befreien konnte.

## Die Seerose in der Kunst
Der bekannte impressionistische Maler Claude Monet malte besonders häufig Seerosen. Er wurde auf der Weltausstellung in Paris 1900 auf die Seerosen des ersten Züchters winterharter Seerosenhybriden, Joseph Bory Latour-Marliac, aufmerksam und kaufte von diesem in zwei Bestellungen insgesamt 8 Seerosensorten. Es hat sich bei den Seerosen auf seinen Bildern nie um die Seerosenart Weiße Seerose (Nymphaea alba) gehandelt.

## Heraldische Darstellung
In der Heraldik wird die Seerose vielfältig verwendet. Auch die Blätter werden dargestellt und als Seeblatt bezeichnet.

Das Wappen des französischen Chirurgen und Geburtshelfers Antoine Dubois (1756–1837)
Familienwappen von Cyril Newall, 1. Baron Newall (1946)
Wappen Bangladeschs (1972)
Stadt Nettetal
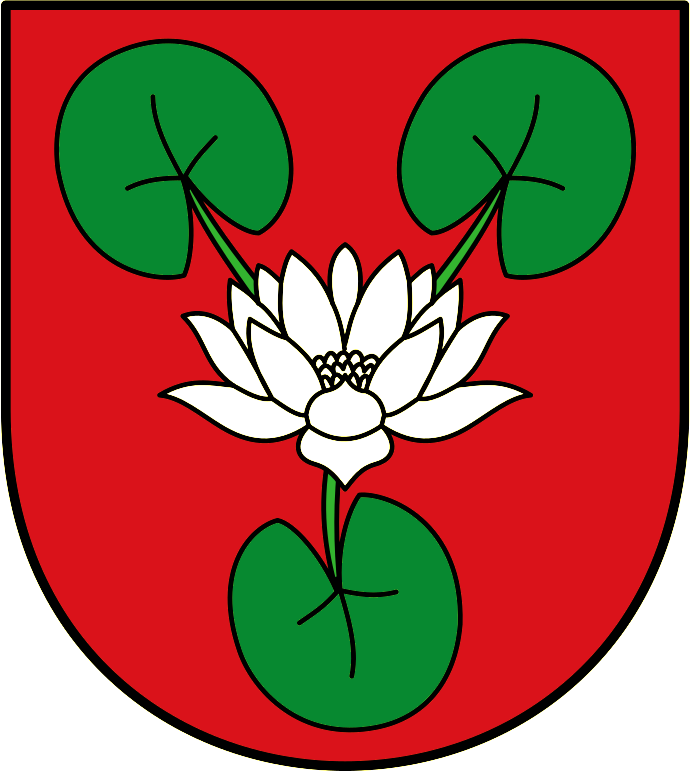
Ebikon, Schweiz
Das Wappen von Pälkäne